# Mogtédo (Koubri)
Pour les articles homonymes, voir Mogtédo.
Mogtédo est une localité située dans le département de Koubri de la province du Kadiogo dans la région Centre au Burkina Faso. En 2006, cette localité comptait 1 024 habitants dont 50,7 % de femmes.